# Munkebjergvej (Odense)
Munkebjergvej er en væsentlig indfaldsvej i Odense-bydelen Munkebjerg. Vejen forbinder Odenses sydlige centrum med Fynske Motorvej og Svendborgmotorvejen.
Den indre del af Munkebjergvej fra Reventlowsvej til ringvejen Munkerisvej er 2-sporet og udført med fartdæmpende foranstaltninger, mens den sydlige del fra Munkerisvej til Niels Bohrs Alle er 4-sporet. Langs hele Munkebjergvej er anlagt cykelstier.
Den indre del af vejen er villavej. Undervejs passeres Munkedammene. Nær ringvejen ligger Syddansk Erhvervsskole (tidligere Hjertegarn) og Kansas City (tidligere Kansas arbejdstøj). Nær Niels Bohrs Alle er indkørsel til Syddanske Forskerparker og Syddansk Universitets vestlige parkeringspladser.

## Munkeringen
Hvor Munkebjergvej krydser ringvejen ved Munkerisvej lå tidligere en rundkørsel kaldet Munkeringen. Munkeringen blev nedlagt i juli 1954 ved anlæg af den sydlige ringvej. Dens tidligere udformning kan stadig ses i den omgivende bebyggelse, hvor et lejlighedskompleks er opført i en del af en cirkelform.

## Forlængelse til Fynske Motorvej
Munkebjergvej blev i 2015 forlænget fra Niels Bohrs Alle til et nyetableret tilslutningsanlæg for den Fynske Motorvej. Denne del af vejen er anlagt som 4-sporet vej med en tilladt hastighed på 70 km/t. I forbindelse med etableringen blev tilslutningen til Landbrugsvej ulovligt nedlagt, men efterfølgende lovliggjort med en ny lokalplan. 
Den forlængede del af Munkebjergvej åbnede den 21. oktober 2015. Samtidig åbnede en del af det nye tilslutningsanlæg, så der kunne køres mod øst på motorvejen fra Munkebjergvej. 
Den 20. april 2016 åbnede den resterende del af tilslutningsanlægget til den Fynske Motorvej helt op, så også trafik mod vest skal bruge vejen for at komme på motorvejen. Samtidig lukkede motorvejsramperne på Svendborgvej og en ny forbindelsesvej, Drejebænken, blev etableret.
Fra den nye del af vejen er der etableret tilkørsler til det kommende Nyt OUH.

## Opsætning af støjværn
På strækningen mellem Munkerisvej og Niels Bohrs Alle blev der i efteråret 2017 etableret støjskærme på en stor del af vejføringen. 

## Eksterne links
- Munkebjergvej Arkiveret 29. marts 2018 hos  Wayback Machine - Munkebjergvej på Odense Kommunes hjemmeside
- Landbrugsvej bliver ikke genåbnet - Artikel på Fyens Stiftstidense beskriver at et flertal i By- og Kulturudvalget har besluttet, at den ulovlige lukning af Landbrugsvej skal lovliggøres med en ny lokalplan
- Indre Munkebjergvej Arkiveret 29. marts 2018 hos  Wayback Machine - Den indre del af Munkebjergvej er blevet trafiksaneret, og der arbejdes nu med støjdæmpende foranstaltninger, artikel på Odense Kommunes hjemmeside

55°22′18″N 10°24′35″Ø / 55.3717°N 10.4098°Ø